# Hydrellia velutinifrons
Hydrellia velutinifrons är en tvåvingeart som beskrevs av Tonnoir och Malloch 1926. Hydrellia velutinifrons ingår i släktet Hydrellia och familjen vattenflugor. Inga underarter finns listade i Catalogue of Life.